# Gaetano Gifuni
Gaetano Gifuni (ur. 25 czerwca 1932 w Lucerze, zm. 18 sierpnia 2018 w Rzymie) – włoski prawnik i urzędnik państwowy, w 1987 minister bez teki, w latach 1992–2006 sekretarz generalny administracji prezydenckiej.

## Życiorys
Ukończył studia prawnicze, pracował w organizacji pracodawców Confindustria, a w 1959 dołączył do administracji Senatu. Od 1975 do 1992 pełnił funkcję sekretarza generalnego tej izby. W międzyczasie od kwietnia do lipca 1987 sprawował urząd ministra bez teki do spraw kontaktów z parlamentem w szóstym rządzie Amintore Fanfaniego. W latach 1992–2006 był sekretarzem generalnym administracji prezydenckiej, gdy urząd prezydenta sprawowali kolejno Oscar Luigi Scalfaro i Carlo Azeglio Ciampi.
Był objęty postępowaniem karnym, w 2013 został skazany pierwszej instancji za nadużycie władzy i defraudację, a także uniewinniony od popełnienia innych zarzucanych mu czynów. Postępowanie to zakończyło się ostatecznie w 2015: Gaetano Gifuni został uniewinniony od zarzutu nadużycia władzy, a w przypadku zarzutu defraudacji stwierdzono przedawnienie karalności.
Był ojcem aktora Fabrizia Gifuniego. Odznaczony m.in. Orderem Zasługi Republiki Włoskiej I klasy (1975).